# Fasiladas d'Éthiopie
Fasilädäs (ፋሲለደስ) né en 1603 à Mugar, dans le Choa (Shäwa/Shewa), et mort le 18 octobre 1667, fut negus d’Éthiopie sous les noms de règne d'Aläm Sägad et de Seltan Sägad de 1632 à 1667.
Son père Susenyos (1607-1632) qui avait établi la foi catholique comme religion officielle abdique en sa faveur le 14 juin 1632. Fasiladas, ainsi que son jeune frère Galawdewos, avaient été, dès leur jeune âge, associés à la politique de leur père. Dès 1630, Fasilädäs était reconnu comme l'héritier officiel du trône par le pape Urbain VIII.
Bien qu'ayant régné 35 années et ayant durablement marqué la période, le roi Fasilädäs n'a pas laissé de chronique associée à son règne. Ses actions ne nous sont rapportées, dans l'historiographie éthiopienne, que par le chapitre qui lui est dédié dans la Chronique brève, rédigée plus d'un siècle après.

## Un roi bâtisseur

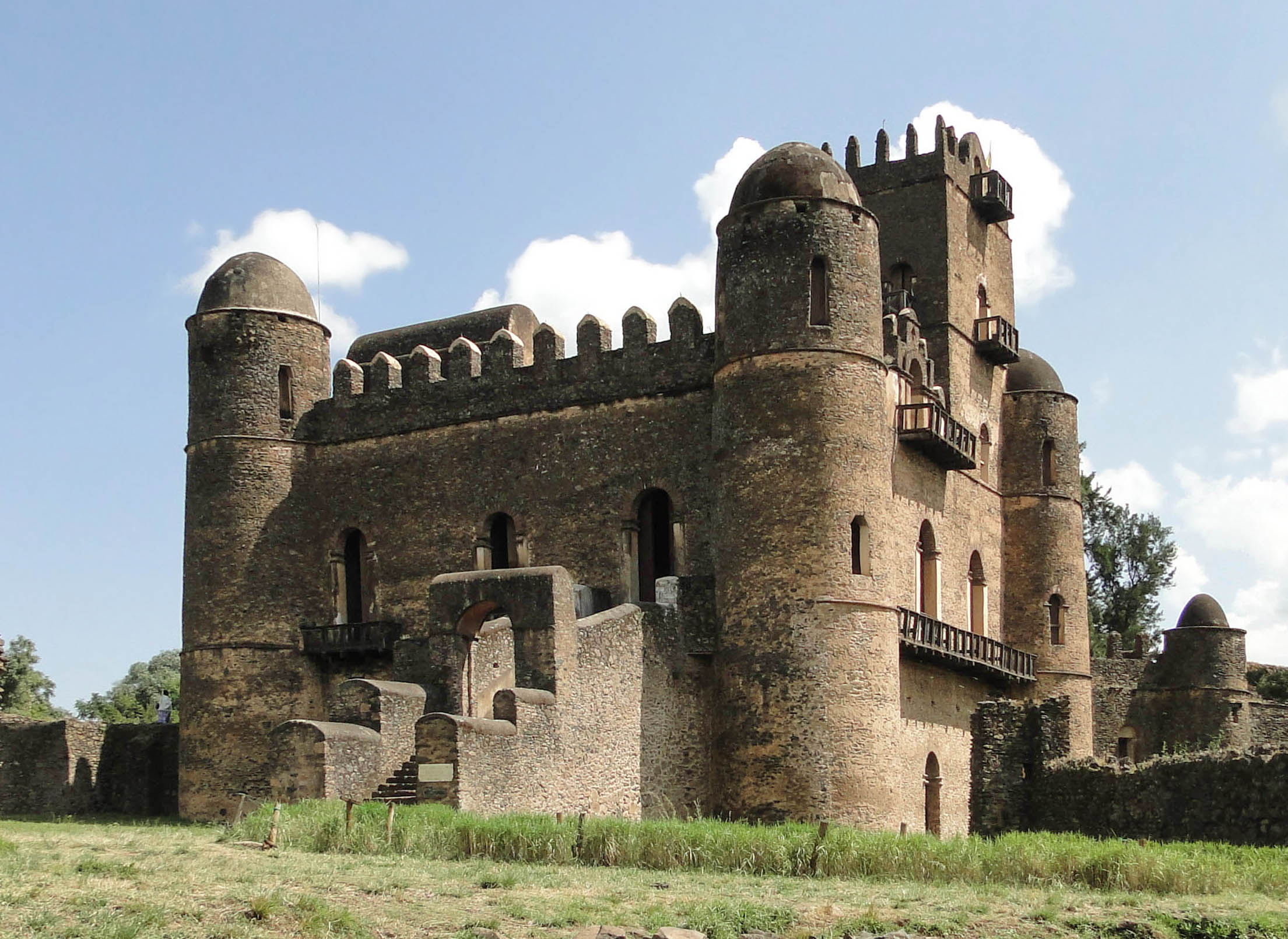
Le palais de Fasilädäs dans le Fasil Ghebbi à Gondar.

Fasilädäs fit construire un palais en pierres et en mortier à Gondar, au nord du lac Tana, pour la saison des pluies, ainsi que des complexes résidentiels dans le Bagémeder, à Aringo, et dans le Godjam, à Yebaba. Contrairement à ce qui est souvent affirmé, il ne s'agit pas d'une innovation radicale puisque son père et probablement le souverain Sarsa Dengel (1563-1597) avant lui, avaient fait construire des bâtiments dans le Dambya, autour du lac Tana, et que le jésuite Pedro Páez, à la demande de l'empereur Susenyos, lui avait construit un palais de pierre dans le Godjam.
Le roi Fasilädäs, même s'il inaugure la tradition que suivront les souverains des XVIIe et XVIIIe siècles de construire un palais à Gondär, reste un roi se déplaçant beaucoup, menant chaque année des guerres dans différentes régions pour affirmer le contrôle du pouvoir royal sur les populations. La Chronique brève témoigne des déplacements incessants de l'armée royale.
L'image de Fasilädäs reste néanmoins celle d'un roi bâtisseur. La tradition orale gondarienne lui attribue la fondation des sept premières églises de la ville ainsi que d'un certain nombre de ponts dans la région. Par contre, les bains de Fasil, situés dans le quartier de Qaha à Gondär, sont très probablement postérieurs à son règne.

## Une politique religieuse complexe

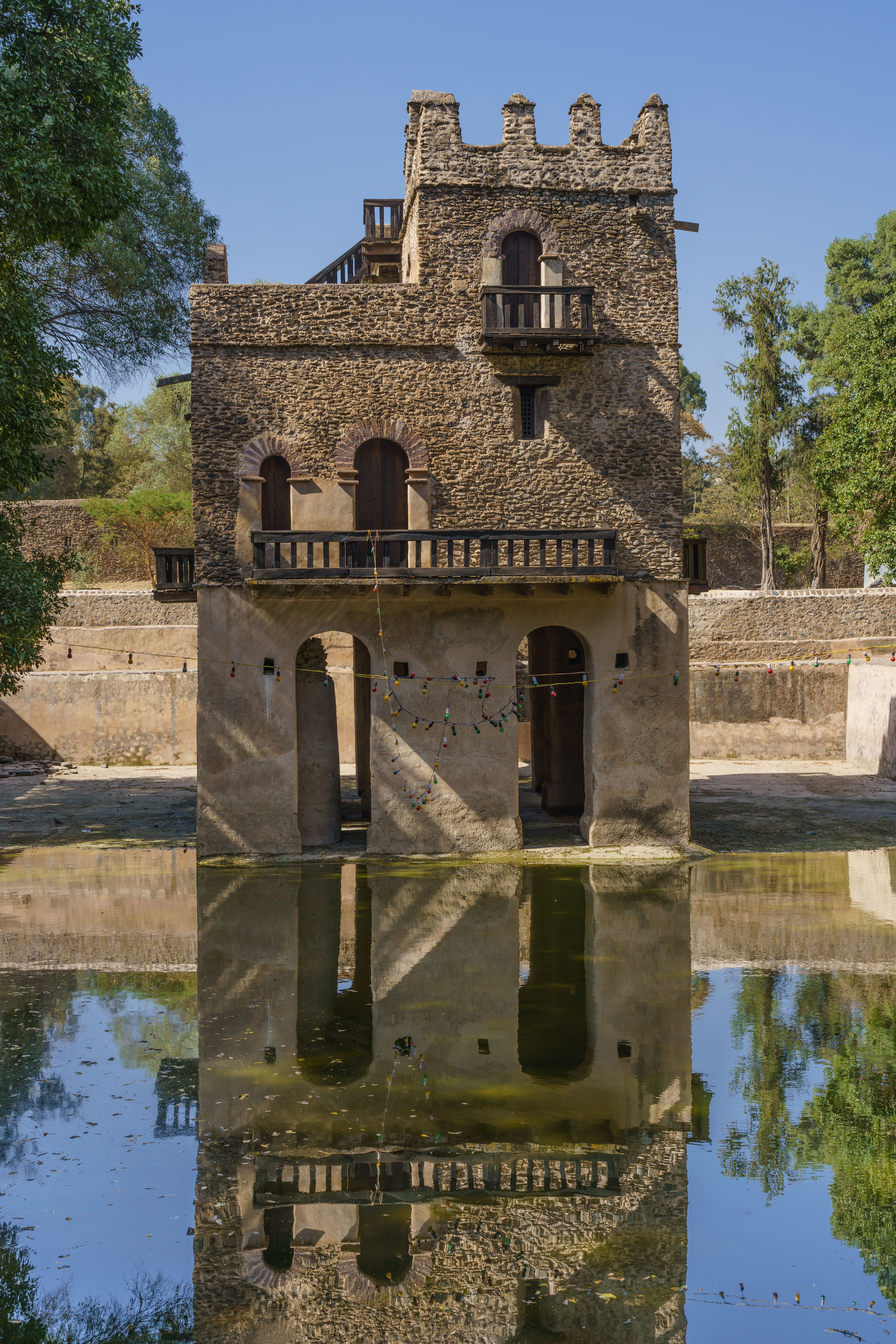
Les bains de Fasilädäs à Gondär.

Fasilädäs éloigne les missionnaires jésuites qui doivent s’exiler d'abord à Fremona, un bourg catholique dans le Tigré, puis repartir vers Goa, dans les Indes portugaises, siège des missions orientales.
Ceux qui préfèrent rester en Éthiopie, en particulier les métis, sont par la suite persécutés. Le seigneur catholique ras Se'ela Krestos, frère utérin de Susenyos et grand agent de la politique pro-catholique du règne précédent, est pendu. Fasilädäs passe des accords avec les pachas de Suakin et de Massaoua qui s’engagent à ne laisser pénétrer aucun missionnaire catholique en Éthiopie. À la fin de son règne, il fait brûler les « livres des Francs » en place publique.
Un nouveau métropolite copte, Marqos, arrive à la cour royale en 1636. Le retour de l'Église orthodoxe éthiopienne dans le giron de l'Église copte d'Alexandrie ne se fit probablement pas sans heurts. On sait que Marqos fut emprisonné et peut-être exécuté en 1648, accusé d'un complot contre le souverain, qu'il aurait mené avec le frère cadet de ce dernier, Galawdewos.
Le contexte religieux éthiopien, après l'épisode catholique, est complexe et la politique de Fasilädäs fut peut-être une politique innovante plus qu'un retour à la tradition alexandrine, comme l'historiographie officielle le prétendit.
Un conflit très violent, né lors des premiers débats théologiques avec les jésuites et qui se développe ensuite de multiples façons, oppose les moines du parti onctionniste (qebat), majoritairement localisés dans la province du Godjam et se réclamant de la filiation spirituelle d'Ewostatewos, aux moines unionistes (tewahedo), de l'ordre de Täklä Haymanot (Däbrä Libanos). Trois synodes sont réunis lors du règne de Fasilädäs, dont le premier en 1655 se conclut en faveur des onctionnistes, d'après le texte rédigé à son issue.
Fasilädäs a fait massacrer les moines du monastère de Magwina en 1657, situé dans les basses terres à l'ouest de Gondär, probablement car ceux-ci s'opposaient à la politique royale.
On sait aussi qu'il a fait reconstruire, et richement doté, deux églises, celle de Daga Estifanos, sur le lac Tana, et celle de Maryam Tseyon, à Aksoum,. Ces deux églises sont néanmoins indépendantes des conflits théologico-politiques de l'époque et, à titre différent, liées au pouvoir royal.
Par ailleurs, Fasilädäs fut très proche d'un voyageur allemand protestant, Peter Heyling, qui enseigna dans la région d'Aringo, au sud de Gondär, jusqu'en 1652, date de sa décapitation par un pacha ottoman dans les environs du Caire.

## Politique extérieure: lutter contre lesOttomansen s'alliant avec d'autres puissances musulmanes?
Enfin, la politique extérieure de Fasilädäs envers les puissances musulmanes a prêté à confusion quant à une prétendue inclinaison du souverain pour l'islam, lors de son règne puis plus tard par les historiens, confusion que les analyses d'E. van Donzel ont pourtant largement dissipée.
L'objectif principal de Fasilädäs aurait pourtant été de lutter contre l'influence de l'Empire ottoman, alors solidement établi sur les rivages septentrionaux de l'Éthiopie, en s'alliant avec des grandes puissances luttant contre les Ottomans.
Ainsi, en 1642, Fasilädäs établit un contact avec l'imam Zaydi du Yémen, qui a réussi à combattre la puissance turque ottomane, probablement afin d'ouvrir des routes de commerce entre les hautes terres chrétiennes d'Éthiopie, Beylul, port sur la mer Rouge indépendant des Ottomans, et le Yémen. Un ambassadeur yéménite demeura près d'une année en 1647-1648, rédigeant à l'issue de son séjour éthiopien un texte en arabe documentant de façon unique la vie à la cour de Gondar. Néanmoins l'issue des négociations commerciales n'est pas connue.
Fasilädäs envoie ensuite régulièrement un commerçant arménien, Murat, établir des contacts commerciaux et diplomatiques à Mokah, au Yémen, et avec les compagnies anglaise et néerlandaise des Indes orientales.
Il envoie aussi au moins deux ambassades vers l'Inde dans la décennie 1660, l'une établissant le contact avec le grand Moghul Aurangzeb.
Fasilädäs meurt en 1667 et est enterré à Azazo. Les moines de Daga Estifanos ont ensuite prétendu avoir fait transférer sa dépouille dans leur nécropole royale, mais il s'agit probablement là d'une construction servant les objectifs de la communauté de Daga. Son fils Yohannès Ier d'Éthiopie lui succède en 1667.

### Sources
- Beccari, C., Rerum Aethiopicarum Scriptores Occidentales Inediti a Saeculo XVI ad XIX, 15 vol., Rome, (ré-édition annastatique), 1903-1913.
- Getatchew Hailé, The faith of the Unctionists in the Ethiopian Church (Haymanot Mäsihawit), Louvain, 1990 CSCO 517-518, S.A. 91-92.
- (de) Manfred Kropp, « Ein äthiopischer Text zu Peter Heyling: ein bisher unbeachtetes Fragment einer Chronik des Fasiladas », dans Proceedings of the International Conference Ethiopian Studies 7, 1984, p. 243–252.
- Pereira, E.F.M., Chronica de Susneyos, rei de Etiopia, segundo o manuscripto da Bibliotheca Bodleiana de Oxford, Lisbonne, 1, 1892 (texte éthiopien) ; 2, 1900 (traduction portugaise et notes).
- Perruchon, J., « Notes pour l’histoire de l’Éthiopie. Règne de Fasiladas (Alam-Sagad) (1632-1667) », Revue sémitique, 5 (1897), p. 360-372 ; 6 (1898), p. 84-92.
- (it) Pollera, A., Storie, leggende e favole del paese dei Negus, Florence, Bemporad, 1936.
- (pt) Ramos, M.J., Historias Etiopes, diario de viagem, Lisbonne, Assirio e Alvim, 2000.
- Van Donzel, E.J., A Yemenite Embassy to Ethiopia, 1647-1649. Al-Haymi’s Sirat al-Habasha newly introduced, translated and annotated, Wiesbaden, Franz Steiner, 1986 [Äthiopistische Forschungen, 21].

### Études
- Francis Anfray, « Vestiges gondariens », Rassegna di Studi Etiopici, vol. 28,‎ 1980-81, p. 5-22.
- Anfray, « Les monuments gondariens des XVIIe et XVIIIe siècles. Une vue d’ensemble », dans Proceedings of the Eighth International Conference of Ethiopian Studies (1984), vol. 1, Tadesse Beyene éd., 1988, p. 9-45.
- Bosc-Tiessé, C., Les îles de la mémoire. Fabrique des images et écriture de l'histoire dans les églises du lac Ṭānā, Éthiopie, XVIIe – XVIIIe siècle, Paris, Publications de la Sorbonne, 2008, 496 p. (lire en ligne).
- (de) Manfred Kropp, « Gab es eine grosse Chronik des Kaisers Fasilädäs von Äthiopien ? », Oriens Christianus, vol. 70,‎ 1986, p. 188-190.
- Hervé Pennec, Des Jésuites au royaume du Prêtre Jean (Éthiopie). Stratégies, rencontres et tentatives d’implantations, 1495-1633, Paris-Lisbonne, Centre Gulbenkian, 2003.
- (en) Pennec, H. et Toubkis, D., « Reflections on the Notions of "Empire" and "Kingdom" in Seventeenth-Century Ethiopia: Royal power and Local Power », Journal of Early Modern History, vol. 8/3-4,‎ 2004, p. 229-258 (lire en ligne).
- Toubkis, D., « Je deviendrai roi sur tout le pays d’Éthiopie », Royauté et écriture de l’histoire dans l’Éthiopie chrétienne (XVIe – XVIIIe siècles), thèse de doctorat, université de Paris 1-Sorbonne, Centre de Recherches Africaines, Paris, 2004 (dactylographié).
- Van Donzel, E.J., Foreign relations of Ethiopia, 1642-1700, Nederlands Historisch-Archaeologisch Instituut, 1979.
- (en) Anaïs Wion, « Why Did King Fasilädäs Kill His Brother? Sharing Power in the Royal Family in Mid-Seventeenth Century Ethiopia », Journal of Early Modern History. Contacts, Comparisons, Contrasts, vol. 8/3-4,‎ 2004, p. 259-293 (lire en ligne [PDF], consulté le 24 octobre 2015).
- Anaïs Wion, « Magwina, monastery », dans Encyclopaedia Æthiopica, vol. 3, Wiesbaden, Harrassowitz, 2007.